# Slag om Palmyra
De Slag om Palmyra is een veldslag tijdens de Syrische Burgeroorlog die van 13 tot 26 mei 2015 in de nieuwe stad Tadmoer en de antieke woestijnstad Palmyra plaatsvond. De strijd ging tussen het regeringsleger van president Bashar al-Assad, en terreurgroep Islamitische Staat (in Irak en de Levant). De regeringstroepen wisten de eerste dagen nog stand te houden, maar op 21 mei 2015 viel het gebied en ook de eeuwenoude stad in handen van IS wat tot vernielingen van de ruïnes zou leiden. 
Na de verovering had de terreurbeweging ongeveer de helft van het grondgebied van Syrië in handen, waaronder veel woestijngebied.